# Pesoz
Pesoz (Eonavian: Pezós) là một đô thị trong cộng đồng tự trị của Công quốc Asturias, Tây Ban Nha.